# Понте Коцолино (Напуљ)
Понте Коцолино је насеље у Италији у округу Напуљ, региону Кампанија.
Према процени из 2011. у насељу је живело 270 становника. Насеље се налази на надморској висини од 74 м.